# Jannie Hoskins
Jannie Hoskins (Los Angeles, 19 marzo 1923 – San Francisco, 11 gennaio 1996) è stata un'attrice statunitense, nota come attrice bambina per aver recitato negli anni venti in numerosi episodi della serie Simpatiche canaglie, prima bambina afro-americana ad avere un ruolo di un qualche rilievo nel cinema muto di Hollywood.

## Biografia
Agli inizi del cinema americano, negli anni della segregazione, ben poche opportunità si offrivano agli attori afroamericani, costretti a ruoli stereotipati ed umilianti.  Specialmente per i bambini il modello dominante era quello di "Topsy", la piccola schiava de La capanna dello zio Tom (1853). Sottolineandone gli aspetti negativi e degradanti, l'intento dell'autore abolizionista Harriet Beecher Stowe era stato quello di denunciare le tragiche conseguenze della schiavitù nella formazione del carattere dei bambini afroamericani. La denuncia si era trasformata però nella creazione di una caricatura. Il fatto poi che nella storia la bambina veniva alla fine "redenta" dal rapporto con una bambina bianca, la piccola Eva, non faceva che alimentare l'atteggiamento paternalistico con il quale l'America bianca guardava ai rapporti interrazziali nel periodo post-schiavista. Ad aumentare lo stereotipo contribuì anche il fatto che ancora negli anni venti nelle rappresentazioni teatrali e cinematografiche de La capanna dello zio Tom, la parte di Topsy era di regola affidata ad un'attrice bianca in blackface.
Se Ernest Morrison, Eugene Jackson, Allen Hoskins, i Berry Brothers e Jimmy Robinson riescono negli anni venti a costruire un modello autonomo, sia pure egualmente stereotipato, di bambino afroamericano, alle attrici bambine si offrono spazi ancor più limitati. Dorothy Morrison, Jannie Hoskins e quindi Hannah Washington sono le uniche a rompere l'anonimato nel cinema muto americano.
Jannie Hoskins nasce a Los Angeles nel 1923. È la sorella minore di Allen "Farina" Hoskins, il quale già nel 1922, a soli 14 mesi, era stato aggregato al gruppo delle Simpatiche canaglie non a caso con una parte ambigua di bambino/a costruita sul modello (femminile) di Topsy. La progressiva caratterizzazione del personaggio di Farina sempre più in senso maschile (anche se al bambino resteranno sempre le treccine e i fiocchi in testa alla Topsy) aprì lo spazio ad una presenza femminile che poteva opportunamente essere ricoperta dalla sua sorellina che tra il 1923 e il 1929 prenderà parte a ben 23 episodi della serie. Pur con i suoi perduranti stereotipi, il set delle Simpatiche canaglie era all'epoca un'isola felice, dove sotto la tutela della zia Edith Fortier, che quando serve si presta anch'essa a fare da comparsa, Allen e Jannie crescono, giocano, studiano e recitano assieme agli altri bambini della serie su un piano di sostanziale eguaglianza. Jannie interpreta per lo più il personaggio della "sorellina" di Farina ("Mango"), per diventarne quindi la piccola "girlfriend" ("Trellis") nell'ultimo episodio della serie cui partecipa.
Agli inizi degli anni trenta, divenuti ormai troppo grandi per recitare nella serie, fratello e sorella si esibiscono ancora per qualche anno assieme nel circuito del vaudeville, prima di ritirarsi entrambi dalla scene. Tornano a recitare insieme al cinema soltanto in una piccola parte in un cortometraggio del 1935, sempre per la serie delle Simpatiche canaglie ma questa volta come cantori, non come membri della gang. Per il resto della sua vita Jannie lavorerà come dipendente del servizio postale in California.
Muore nel 1996 a San Francisco all'età di 72 anni.

## Filmografia
- Simpatiche canaglie (1923-29) - 24 episodi:

1. Stage Fright (1923)
2. Big Business (1924)
3. Commencement Day (1924)
4. Cradle Robbers (1924)
5. Official Officers (1925)
6. Boys Will Be Joys (1925)
7. Good Cheer (1926)
8. Monkey Business (1926)
9. Uncle Tom's Uncle (1926)
10. Thundering Fleas (1926)
11. The Fourth Alarm! (1926)
12. War Feathers (1926)
13. Bring Home The Turkey (1927)
14. Ten Years Old (1927)
15. Tired Business Men (1927)
16. Baby Brother (1927)
17. Chicken Feed (1927)
18. Olympic Games (1927)
19. The Glorious Fourth (1927)
20. Yale Vs. Harvard (1927)
21. Playin' Hookey (1928)
22. The Smile Wins (1928)
23. Lazy Days (1929)
24. Teacher's Beau (1935)